# Хрватска народна банка
Хрватска народна банка је централна банка у Републици Хрватској.
Одговорна је за стабилност валуте и општу ликвидност плаћања у земљи и према иностранству. У свом раду је самостална и одговорна Хрватском сабору. Добит остварена пословањем Хрватске народне банке припада државном буџету, а она је у искључивом власништву Републике Хрватске. Њено сједиште је у Загребу, а заступа је гувернер.

## Дјелокруг
Задаци Хрватске народне банке су:
- утврђивање и провођење монетарне и девизне политике;
- држање и управљање међународним резервама Републике Хрватске;
- издавање новчаница и кованог новца;
- издавање и одузимање одобрења за рад банака, надгледање пословања банака и доношење подзаконских прописа којима се регулише банкарско пословање;
- вођење рачуна банака и обављање платног промета по тим рачунима, давање кредита банкама и примање у депозит средстава банака;
- регулисање, унапређење и надгледање платног система;
- обављање законом утврђених послова за Републику Хрватску;
- доношење подзаконских прописа у пословима из своје надлежности;
- обављање осталих, законом утврђених послова.

Након завршетка сваке финансијске године, Хрватска народна банка у року од пет мјесеци информише Хрватски сабор о финансијском стању, степену остварења стабилности цијена и монетарне политике. Хрватска народна банка може годишње објавити податке о остваривању монетарне политике, који обухватају преглед и њену оцјену монетарне политике у претходној години, те опис и образложење монетарне политике коју ће Хрватска народна банка проводити током сљедеће године.
У извршавању законски утврђених циљева и задатака Хрватска народна банка може сарађивати са Владом Републике Хрватске и другим органима државне власти. Хрватска народна банка води рачуне Републике Хрватске и обавља платни промет по тим рачунима. Уз сагласност Министарства финансија Хрватска народна банка може овластити друго правно лице овлашћено за обављање послова платног промета да обавља платни промет по рачунима Републике Хрватске.
Хрватска народна банка може бити чланица међународних финансијских институција те међународних организација надлежних за подручја монетарне политике, девизне политике, платног промета, надзора банака и остала подручја из њеног дјелокруга и учествовати у њиховом раду.

## Организација

### Савјет
Савјет Хрватске народне банке чине гувернер Хрватске народне банке, замјеник гувернера и вицегувернери по свом положају те највише осам спољних чланова. Савјет Хрватске народне банке надлежан је и одговаран за остваривање циљева и задатака Хрватске народне банке.
Задаци Савјета Хрватске народне банке су:
- утврђивање монетарне и девизне политике;
- доношење финансијског плана Хрватске народне банке;
- доношење финансијских извјештаја Хрватске народне банке и извјештаја о монетарној политици;
- доношење Статута Хрватске народне банке;
- утврђивање услова одобравања кредита банкама;
- утврђивање каматних стопа Хрватске народне банке и накнада за услуге Хрватске народне банке;
- утврђивање основице за обрачунавање обавезне резерве и стопе обавезне резерве, као и начина, услова и рокова удовољавања обавези издвајања о одржавања обавезне резерве и услова коришћења обавезном резервом;
- издавање и одузимање одобрења за рад банака и испостава страних банака и за обављање појединих послова;
- утврђивање инсолвентности банака и одлучивање о давању приједлога за покретање стечајног поступка над банкама или о одузимању одобрења за рад банака;
- давање сагласности за припајање банака и за стицање дионица банака у складу са законом који регулише пословање банака;
- давање сагласности за именовање предсједника и чланова управа банака;
- доношење одлука којима се регулише девизно пословање правних и физичких лица и пословање овлашћених мјењача;
- издавање одобрења за рад међубанковних платних система и доношење одлука којима се прописује начин њиховог рада;
- одлучивање о апоенима и обиљежјима новчаница и кованог новца и о њиховом пуштању у оптицај и повлачењу из оптицаја;
- одређивање врста и облика имовине прикладне за држање међународних резерви Републике Хрватске;
- одлучивање о чланству Хрватске народне банке у међународним организацијама;
- одлучивање о оснивању и затварању испостава и представништава Хрватске народне банке.

### Гувернер
Гувернер Хрватске народне банке одговоран је за провођење одлука Савјета Хрватске народне банке.
Гувернер Хрватске народне банке:
- управља и руководи пословањем Хрватске народне банке;
- организује рад Хрватске народне банке;
- потписује новчанице;
- представља и заступа Хрватску народну банку;
- прописује поближе услове и начин обављања контроле, врсте, рокове, редослијед и поступак предузимања мјера према банкама;
- доноси рјешења у поступку контроле над банкама;
- доноси акте о функционисању и развоју информацијског система Хрватске народне банке;
- именује и разрјешава лица с посебним овлашћењима и одговорностима у Хрватској народној банци;
- доноси општи акт о унутрашњем уређењу и систематизацији радних мјеста у Хрватској народној банци и опште акте којима се утврђују права, обавезе и одговорности запослених Хрватске народне банке;
- доноси одлуке и опште акте из дјелокруга Хрватске народне банке који законом нису стављени у надлежност Савјета Хрватске народне банке;
- одлучује о другим питањима за која је према законима и прописима надлежан као и о питањима за која га овласти Савјет Хрватске народне банке.